# Anastasija Potapova
Anastasija Sergejevna Potapova (Russisch: Анастасия Сергеевна Потапова) (Saratov, 30 maart 2001) is een tennisspeelster uit Rusland. Potapova begon op vijfjarige leeftijd met tennis, aangemoedigd door haar oma, die een Russisch basketbalteam coachte. Zij is actief in het internationale tennis sinds 2015.

## Loopbaan
In 2016 won zij het meisjestoernooi van Wimbledon. Daarmee steeg zij naar de top van de ranglijst bij de junioren.
Potapova maakte haar grandslamdebuut in juni 2017 op Wimbledon, waar zij zich via de kwalificaties plaatste voor het hoofdtoernooi. In de eerste ronde moest zij geblesseerd opgeven tegen de Duitse Tatjana Maria.
In 2018 won Potapova haar eerste WTA-titel, op het dubbelspeltoernooi van de Moscow River Cup, samen met landgenote Vera Zvonarjova. In het enkelspel bereikte zij op dat toernooi de finale, waarin zij verloor van de Servische Olga Danilović. Later dat jaar bereikte zij nogmaals een WTA-enkelspelfinale, in Tasjkent – door dit resultaat kwam zij binnen in de top 100 van de wereldranglijst.
Tijdens de eerste partij die zij op Roland Garros speelde, in 2019, versloeg zij Angelique Kerber (WTA-5) – dit was Potapova's eerste overwinning op een speelster uit de top tien. Enkele maanden later won zij haar tweede dubbelspeltitel, op het WTA-toernooi van Lausanne 2019, samen met landgenote Jana Sizikova.
In 2021 bereikte Potapova de derde ronde op het Australian Open.
In 2022 bereikte zij de kwartfinale op het dubbelspel van het Australian Open, samen met de Zweedse Rebecca Peterson. In april veroverde Potapova haar eerste WTA-enkelspeltitel, op het toernooi van Istanbul, door Veronika Koedermetova te verslaan. In augustus maakte zij haar entrée tot de mondiale top 50 van het enkelspel; later die maand ook in het dubbelspel.
Tot op heden(februari 2025) won zij drie WTA-titels, de meest recente in 2025 in Cluj-Napoca.

### Tennis in teamverband
In de periode 2018–2019 maakte Potapova deel uit van het Russische Fed Cup-team – zij behaalde daar een winst/verlies-balans van 3–1.

## Posities op deWTA-ranglijst
Positie per einde seizoen:
| jaar | rang enkelspel | rang dubbelspel |
| ---- | -------------- | --------------- |
| 2017 | 237            | 253             |
| 2018 | 94             | 120             |
| 2019 | 93             | 107             |
| 2020 | 100            | 131             |
| 2021 | 69             | 86              |
| 2022 | 43             | 41              |
| 2023 | 28             | 133             |
| 2024 | 35             | 82              |

## Resultaten grandslamtoernooien
| Legenda | Legenda                          |
| ------- | -------------------------------- |
| g.t.    | geen toernooi gehouden           |
| l.c.    | lagere categorie                 |
| –       | niet deelgenomen                 |
| G       | uitgeschakeld in de groepsfase   |
| 1R      | uitgeschakeld in de eerste ronde |
| 2R      | uitgeschakeld in de tweede ronde |
| 3R      | uitgeschakeld in de derde ronde  |
| 4R      | uitgeschakeld in de vierde ronde |
| KF      | uitgeschakeld in de kwartfinale  |
| HF      | uitgeschakeld in de halve finale |
| F       | de finale verloren               |
| W       | het toernooi gewonnen            |
| w-v     | winst/verlies-balans             |

### Enkelspel
| toernooi        | 2017 |    | 2019 | 2020 | 2021 | 2022 | 2023 | 2024 | 2025 |
| --------------- | ---- | -- | ---- | ---- | ---- | ---- | ---- | ---- | ---- |
| Australian Open | –    | 2R | 1R   | 3R   | 1R   | 2R   | 1R   | 2R   |      |
| Roland Garros   | –    | 2R | –    | 1R   | –    | 3R   | 4R   |      |      |
| Wimbledon       | 1R   | 2R | g.t. | 1R   | –    | 3R   | 1R   |      |      |
| US Open         | –    | 1R | –    | 1R   | 2R   | 1R   | 3R   |      |      |

### Vrouwendubbelspel
| toernooi        | 2019 |    | 2021 | 2022 | 2023 | 2024 | 2025 |
| --------------- | ---- | -- | ---- | ---- | ---- | ---- | ---- |
| Australian Open | –    | –  | KF   | 2R   | 1R   | 1R   |      |
| Roland Garros   | –    | 2R | 2R   | 1R   | 2R   |      |      |
| Wimbledon       | 1R   | 1R | –    | –    | 1R   |      |      |
| US Open         | 1R   | –  | 2R   | 2R   | 1R   |      |      |

## Palmares
| Legenda                 |
| ----------------------- |
| Grandslamtoernooi       |
| Olympische Spelen       |
| Year-End Championships  |
| Premier Mandatory       |
| Premier Five / WTA 1000 |
| Premier / WTA 500       |
| International / WTA 250 |
| Challenger / WTA 125    |

### WTA-finaleplaatsen enkelspel
| nr.              | finale     | toernooi        | ondergrond    | tegenstandster        | score         |         |
| ---------------- | ---------- | --------------- | ------------- | --------------------- | ------------- | ------- |
| gewonnen finales |            |                 |               |                       |               |         |
| 1.               | 2022-04-24 | WTA Istanbul    | gravel        | Veronika Koedermetova | 6-3, 6-1      | details |
| 2.               | 2023-02-12 | WTA Linz        | hardcourt (i) | Petra Martić          | 6-3, 6-1      | details |
| 3.               | 2025-02-09 | WTA Cluj-Napoca | hardcourt (i) | Lucia Bronzetti       | 4-6, 6-1, 6-2 | details |
| verloren finales |            |                 |               |                       |               |         |
| 1.               | 2018-07-29 | WTA Moskou      | gravel        | Olga Danilović        | 5-7, 7-6, 4-6 | details |
| 2.               | 2018-09-29 | WTA Tasjkent    | hardcourt     | Margarita Gasparjan   | 2-6, 1-6      | details |
| 3.               | 2022-07-31 | WTA Praag       | hardcourt     | Marie Bouzková        | 0-6, 3-6      | details |

### WTA-finaleplaatsen dubbelspel
| nr.              | finale     | toernooi      | ondergrond | partner         | tegenstandster                          | score            |         |
| ---------------- | ---------- | ------------- | ---------- | --------------- | --------------------------------------- | ---------------- | ------- |
| gewonnen finales |            |               |            |                 |                                         |                  |         |
| 1.               | 2018-07-29 | WTA Moskou    | gravel     | Vera Zvonarjova | Aleksandra Panova Galina Voskobojeva    | 6-0, 6-3         | details |
| 2.               | 2019-07-21 | WTA Lausanne  | gravel     | Jana Sizikova   | Monique Adamczak Han Xinyun             | 6-2, 6-4         | details |
| 3.               | 2022-07-31 | WTA Praag     | hardcourt  | Jana Sizikova   | Angelina Gaboejeva Anastasija Zacharova | 6-3, 6-4         | details |
| verloren finales |            |               |            |                 |                                         |                  |         |
| 1.               | 2021-02-19 | WTA Melbourne | hardcourt  | Anna Blinkova   | Ankita Raina Kamilla Rachimova          | 6-2, 4-6, [7-10] | details |